# Лукаш Шукала
Лукаш Шукала (пол. Łukasz Szukała, нар. 26 травня 1984, Гданськ) — польський футболіст, який грав на позиції захисника. Виступав, зокрема, за французький клуб «Мец», німецькі «Мюнхен 1860» і «Алеманія» (Аахен), румунські «Університатя» (Клуж-Напока) і «Стяуа», турецький клуб«Анкарагюджю», та національну збірну Польщі. Дворазовий чемпіон Румунії та володар Суперкубка Румунії.

## Клубна кар'єра
Народився 26 травня 1984 року в місті Гданськ. У дитячому віці переїхав із батьками до Німеччини, де і почав займатися футболом. Грав за юнацькі команди ТуС Фортуна (Саарбург), СВ Трасем та «Айнтрахт» (Трір).
У 2000 році був запрошений до юнацької команди французького клубу «Мец». У 2002 році був переведений до основної команди, але за два роки не провів за неї жодного матчу.
У 2004 році вирішив повернутися до Німеччини, де виступав за клуб «Мюнхен 1860», спочатку лише за другий склад, а з 2005 року у основній команді, і відіграв у основі клубу з Мюнхена наступні три сезони своєї ігрової кар'єри.
2008 року уклав контракт з клубом «Алеманія» (Аахен), у складі якого провів наступні два роки своєї кар'єри гравця.
Згодом у 2010 році продовжив свої виступи у Румунії, де почав виступи у клубі «Глорія» (Бистриця). Після вильоту клубу у третій дивізіон за борги перейшов до клубу «Університатя» (Клуж-Напока), а пізніше до клубу «Петролул».
До складу клубу «Стяуа» приєднався 2012 року. Віграв за бухарестську команду 65 матчів в національному чемпіонаті та забив 12 м'ячів. У складі клубу став дворазовим чемпіоном Румунії та володарем Суперкубку країни.
У січні 2015 року Лукаш Шукала підписав дворічний контракт із клубом із Саудівської Аравії «Аль-Іттіхад». Дебютував польський футболіст за клуб із Джидди 6 лютого 2015 року в матчі проти клубу «Аль-Фатех». У саудівському клубі виступав півроку, за які провів у складі команди 12 матчів та тричі відзначився забитими м'ячами.
Із початку сезону 2015—2016 Лукаш Шукала став гравцем турецького клубу «Османлиспор». Він відіграв за столичний клуб 12 матчів у національній першості, після чого у середині 2017 року перейшов до іншого клубу з турецької столиці «Анкарагюджю». У 2019 році в складі турецького клубу Шукала завершив виступи на футбольних полях.

## Виступи за збірні
2003 року дебютував у складі юнацької збірної Польщі, взяв участь у 6 іграх на юнацькому рівні.
2005 року залучався до складу молодіжної збірної Польщі. На молодіжному рівні зіграв у 3 офіційних матчах.
2013 року дебютував в офіційних матчах у складі національної збірної Польщі. Дебютував у збірній 14 серпня 2013 року у матчі з національною збірною Данії, яка відбулась у його рідному місті. Перший гол за збірну провів у матчі зі збірною Гібралтару 7 вересня 2014 року. Наразі провів у формі головної команди країни 17 матчів, забивши 1 гол.

## Титули і досягнення
- Чемпіон Румунії (2):

«Стяуа»: 2012-13, 2013-14
- Володар Суперкубка Румунії (1):

«Стяуа»: 2013